# Resident Evil: Dead Aim
Resident Evil: Dead Aim, connu au Japon sous le nom Gun Survivor 4: Biohazard - Heroes Never Die (), est un jeu vidéo de tir au pistolet développé par Capcom Production Studio 3 et édité par Capcom en 2003 sur PlayStation 2. Le jeu fait partie de la série Resident Evil.
Il met en scène des agents secrets respectivement du gouvernement américain et du gouvernement chinois qui enquêtent sur la transformation en zombies de tous les passagers d'un navire de croisière appartenant à Umbrella où des choses pas très nettes comme des présentations de monstres ont été faites. La progression se fait en deux temps : la première phase se déroule sur le bateau où les deux agents, Bruce et Fangling cherchent à découvrir qui est à l'origine du drame puis dans une base secrète d'Umbrella où ils tentent d'empêcher Morpheus, responsable des événements, de lancer des missiles contenant le virus T sur l'Amérique et la Chine.

## Système de jeu
La particularité du jeu est que l'on puisse y jouer avec le Guncon, pistolet pour PlayStation 2, en passant à une vue à la troisième personne pour viser car le jeu fait partie de la série des Gun Survivor de Capcom. Cependant, il est néanmoins jouable avec une manette seul ou en combinant une manette et une souris pour plus de précision dans les phases de tir.

## Accueil
- Jeux Vidéo Magazine : 11/20[1]
- Jeuxvideo.com : 14/20[2]